# Krempel (Dithmarschen)
Krempel település Németországban, Schleswig-Holstein tartományban. Lakosainak száma 614 fő (2023. december 31.).

## Népesség
A település népességének változása:
| Lakosok száma | 501  | 625  | 595  | 615  | 609  | 605  | 614  |
|               | 1975 | 2010 | 2017 | 2019 | 2021 | 2022 | 2023 |